# Elisa, vida mía
Elisa, vida mía is een Spaanse dramafilm uit 1977 onder regie van Carlos Saura.

## Verhaal
Luis is vervreemd geraakt van zijn dochter Elisa. Als ze terugkeert naar huis, begint ze Luis te helpen met het schrijven van zijn autobiografie. Door herinneringen op te halen ontstaat er een betere verstandhouding tussen vader en dochter.

## Rolverdeling
| Acteur            | Personage                |
| ----------------- | ------------------------ |
| Fernando Rey      | Luis                     |
| Geraldine Chaplin | Elisa / Moeder van Elisa |
| Isabel Mestres    | Isabel                   |
| Joaquín Hinojosa  | Julián                   |
| Norman Briski     | Antonia                  |
| Francisco Guijar  | Arts                     |
| Arantxa Escamilla | Jonge Isabel             |
| Jacobo Escamilla  | Kind                     |
| Ana Torrent       | Jonge Elisa              |